# Сколівська міська територіальна громада
Сколівська міська громада — територіальна громада в Україні, в Стрийському районі Львівської області. Адміністративний центр — місто Сколе.
Площа громади — 574,3 км², населення — 20 420 мешканців (2020).

## Населені пункти
У складі громади 1 місто (Сколе), 1 смт (Верхнє Синьовидне) і 15 сіл:
- Гребенів
- Дубина
- Кам'янка
- Коростів
- Корчин
- Крушельниця
- Межиброди
- Нижнє Синьовидне
- Підгородці
- Побук
- Сопіт
- Тишівниця
- Труханів
- Урич
- Ямельниця